# Joseph-Hyacinthe Albanès
Joseph Hyacinthe Albanès  (Joseph Mathias Albanès à la naissance) est un ecclésiastique et historien français né à Auriol le 24 février 1822 et mort à Marseille le 3 mars 1897.

## Biographie
Joseph Mathias Albanès est le fils de Jean-Baptiste Albanès, agriculteur, et de Marie Madeleine Long, son épouse. Ordonné prêtre en 1844, il constitue dès son jeune âge une solide bibliothèque provençale. Lui-même disait : « Hors la Provence, mes lumières palissent et s'éteignent »[réf. nécessaire]. Il est docteur en théologie et en droit canonique, correspondant du ministère de l'instruction publique pour les travaux historiques. Il fut chargé d'instruire la cause de béatification du pape Urbain V et de Anne-Madeleine Rémusat. Il se consacra essentiellement à l'histoire de la Provence. Il a écrit un ouvrage sur Douceline de Digne intitulé La Vie de Sainte Douceline manuscrit de la Bibliothèque nationale écrit en langue provençale vers l'an 1300 avec la traduction en français et une introduction critique et historique. Il a été chevalier de la Légion d'honneur.
Camille Jullian, dans la notice du bulletin du diocèse de ville de Bordeaux où il était professeur, écrivait : « Je ne dois à personne plus qu'à M. Albanès... dont l'ardeur était combative et l'intelligence sans cesse en éveil. »
Il est membre correspondant de la Société d'études scientifiques et archéologiques de la ville de Draguignan en 1873.

## Distinction
- Chevalier de la Légion d'honneur en juin 1889[3].

## Ouvrages
- 29 novembre 1696 : La Naissance de la servante de Dieu Anne-Madeleine Remuzat, Marseille, M.Olive, 1886, 16p
- 15 février 1730 : La Mort de la servante de Dieu Anne-Madeleine Remuzat, Marseille, M. Olive, 1886, 12p
- Abrégé de la vie et des miracles du bienheureux Urbain V, Paris, E. Repos, 1872, 214p.
- Anne-Madeleine Rémuzat la propagatrice du culte du Sacré-Cœur de Jésus, Marseille, M. Olive, 1885, 8p
- Armorial et sigillographie des évêques de Marseille avec des notices historiques sur chacun de ces prélats, Marseille, Marius Olive, 1884 (OCLC 79778861, BNF 30007028, lire en ligne), p. 192.
- Entrée solennelle du pape urbain V, à Marseille en 1365, texte provençale inédit du XIVe siècle, notes historiques et pièces justificatives, Marseille, Impr Boy Estellon, 1865, 79p.
- Gallia christiana novissima, tome 1, Aix, Apt, Fréjus, Gap, Riez et Sisteron, 1899, avec le chanoine Ulysse Chevalier, 1899, Marseille, 1901, Arles sur lire en ligne sur Gallica, compte rendu par Alexandre Bruel, dans Bibliothèque de l'École des chartes, 1899, tome 60, p. 281-283
- Histoire de la ville de Roquevaire et ses seigneurs au Moyen Âge, Marseille, Camoin et Boy, 1881
- Inventaire analytique des titres de la maison de Forbin recueillis au château de Saint-Marcel par M. le Mis de Forbin d'Oppède et d'autres titres provenant de diverses archives, le tout analysé par M. le chanoine Albanès , avec une introduction de M. Louis Blancard, Imprimerie marseillaise, Marseille, 1900 (lire en ligne)
- La vie de St Bénézet, fondateur du pont d'Avignon, Marseille, E. Camoin, 1876
- La Vie de Sainte Douceline fondatrice des béguines de Marseille, Marseille, Étienne Camoin , 1879, p.92-203.
- Le couvent royal de Saint-Maximin en Provence de l'ordre des frères prêcheurs : ses prieurs, ses annales, ses écrivains avec cartulaire de 85 documents inédits, Marseille, E. Camoin et V. Boy libraires, 1880, 446 p. (BNF 30007031, lire en ligne), compte rendu par F. R. dans Polybiblion, 1881, p. 146-148 (lire en ligne) (cet ouvrage a d'abord été imprimé par la Société d'études scientifiques et archéologiques de la ville de Draguignan avec des documents inédits, 662 pages (lire en ligne))
- Panégyrique de Saint Théodore, évêque de Marseille, prononcé dans son Église, le jour de sa fête, Marseille, Impr de Vial, 1864, 24p.